# 罗德尼·费盖罗亚
罗德尼·费盖罗亚（Rodner Figueroa，1972年—），委内瑞拉籍，原美国西班牙语电视台环球电视台（Univision）娱乐节目《胖与瘦》（El Gordo y La Flaca）主持人。曾于2014年获得艾美奖。2015年3月，因为在一期节目中言称时任美国第一夫人米歇尔·奥巴马的长相类似在某部电影中扮演猩猩的演员，被电视台随即解职。